# Mestre Ataíde

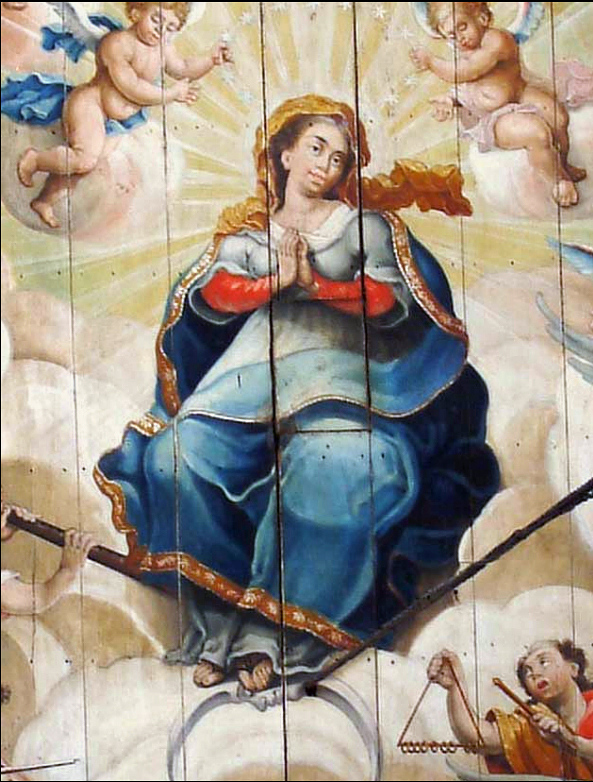
Detalhe da Assunção da Virgem, seu painel mais conhecido, na Igreja de São Francisco de Ouro Preto.

Manuel da Costa Ataíde, mais conhecido como Mestre Ataíde, (Mariana, batizado em 18 de outubro de 1762 – Mariana, 2 de fevereiro de 1830) foi um professor, pintor e decorador brasileiro.
Pouco se sabe sobre sua vida e formação artística, e nem todas as suas criações estão documentadas, mas deixou obra considerável, espalhada em várias cidades mineiras. Floresceu na transição do Barroco para o Rococó, que no Brasil ocorreu com grande atraso em relação aos desenvolvimentos na Europa, de onde vinham todos os modelos formais e todos os princípios teóricos. Embora um servo fiel dos padrões metropolitanos, soube inovar e fazer-se grande. Uma das características da sua expressão era o emprego de cores vivas em inusitadas combinações, que têm sido associadas à exuberante natureza do país. Os anjos, as madonas e os santos que pintou apresentam às vezes traços mestiços. Por causa disso, muitas vezes é tido como um dos precursores de uma arte genuinamente brasileira. Foi contemporâneo e parceiro de trabalho de Antônio Francisco Lisboa, o Aleijadinho, cujas estátuas encarnou.
Exerceu uma grande influência sobre a pintura da região mineira através de numerosos alunos e seguidores, os quais, até a metade do século XIX, continuaram seu estilo e seu método de composição, particularmente em trabalhos de perspectiva no teto de igrejas. Hoje Mestre Ataíde é considerado um dos maiores nomes e um divisor de águas na história da pintura brasileira e o maior representante da pintura do Brasil colonial. Frequentemente o legado que deixou na pintura é equiparado ao de Aleijadinho na escultura. Sua obra mais famosa é a Assunção da Virgem, também chamada Coroação de Nossa Senhora da Porciúncula, um painel de grandes dimensões que cobre toda a nave da Igreja de São Francisco de Assis de Ouro Preto.

## Biografia
Manuel da Costa Ataíde era filho do capitão português Luís da Costa Ataíde, oriundo de Santa Cruz de Alvadia, e de Maria Barbosa de Abreu, de naturalidade possivelmente também portuguesa. A persistente tradição de que Ataíde era mulato é errônea. Ele era branco. Nasceu na freguesia de Mariana e foi batizado em 18 de outubro de 1762, na Catedral. Sua família era de condição modesta, possuindo um sítio para plantação de milho, uma criação de porcos, alguns escravos e duas casas em Mariana. Teve quatro irmãos: Domingos, tenente e também pintor, Sebastião, Antônio, que veio a ser padre, e Izabel Gualdina.
Quase nada se sabe sobre seus primeiros anos, e o resto de sua biografia documentada nos traz pouca informação. Sabe-se que além de artista foi militar, atingindo os postos de sargento e alferes de duas companhias diferentes. Sobre seu aprendizado artístico as lacunas são igualmente amplas. Carlos Del Negro e Ivo Porto de Menezes supõem que pode ter sido aluno de João Batista de Figueiredo, e pode ter aprendido também com outros mestres já estabelecidos na região de Minas, como João Nepomuceno Correia e Castro e Antônio Martins da Silveira. Sua formação deve ter seguido o costume da época, que fazia iniciar os aprendizes junto a uma oficina liderada por um mestre, passando gradualmente das atividades mais elementares até a plena qualificação. Aprendeu várias especialidades, que veio a dominar com maestria: tornou-se, além de pintor de painéis, dourador e pintor de imagens e talha, desenhista e ilustrador, acabando por ser ele mesmo professor de muitos alunos. Também deve ter recebido instrução em projetos arquitetônicos e em cartografia.
Suas primeiras obras documentadas datam de 1781, quando encarnou duas estátuas de Cristo no Santuário do Bom Jesus de Matosinhos, em Congonhas. Até o final do século XVIII se ocupou principalmente na douração de talha em madeira e na encarnação de estatuária em várias cidades da região. Em 1797 foi nomeado sargento da Companhia de Ordenança do Distrito do Arraial do Bacalhau, em Mariana, e em 1799, foi nomeado alferes da Companhia do Distrito de Mombaça, na mesma localidade.

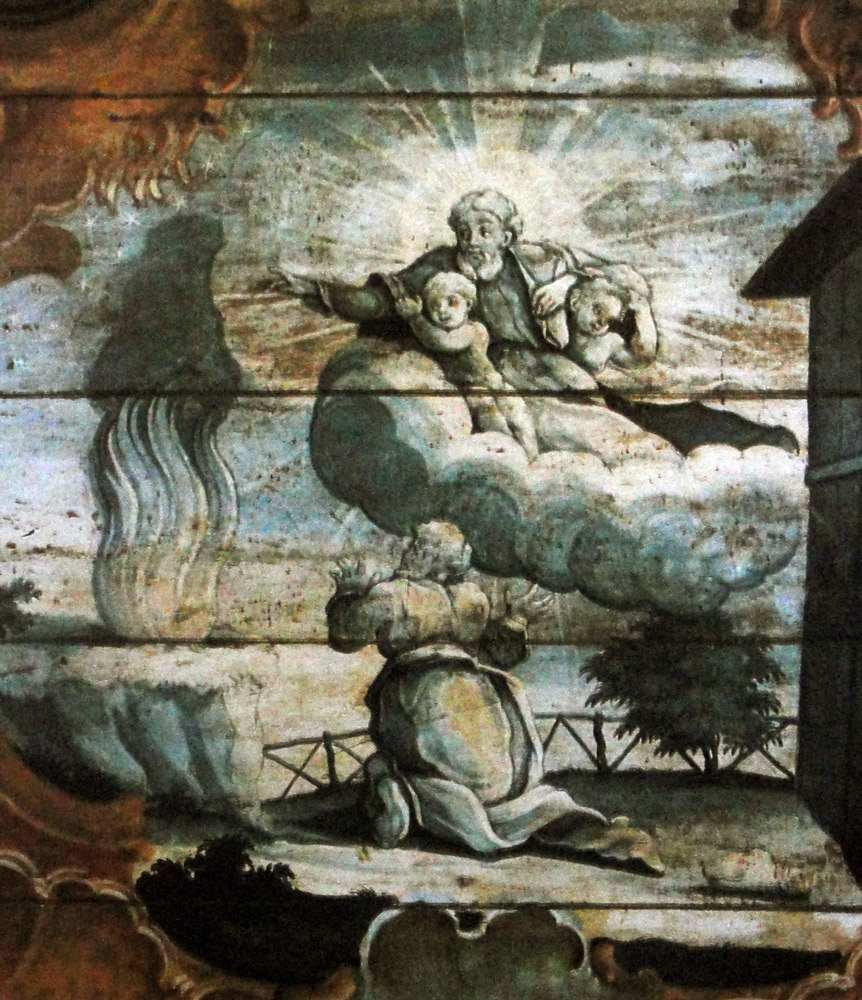
Deus promete a Abraão multiplicar sua descendência, painel lateral da capela-mor de São Francisco em Ouro Preto, pintado em estilo de azulejaria.

Na morte do pai, em 1802, renunciou à herança em favor dos irmãos. A partir daí sua carreira ganhou fôlego, mas nunca chegou a fazer fortuna, embora granjeasse largo prestígio ainda em vida. No censo de 1804 declarou que vivia de seu ofício de pintor e possuía quatro escravos: Ana, provavelmente doméstica, e Pedro, Manoel e Ambrósio, que eram seus assistentes de trabalho. Não é claro se em algum tempo veio a receber pagamento por suas funções militares, pois quando foi feito alferes em 1799 um documento registra que não recebia soldo nenhum, mas gozava de "todas as honras, graças e privilégios" que lhe cabiam por seu posto.
Em 18 de maio de 1818 dirigiu a Dom João VI uma petição para criar em Mariana "uma Aula de Desenho, e Arquitetura Civil e Militar e da Pintura [...] desejando muito e não tendo maiores possibilidades para saciar os seus próprios desejos de ser útil ao público, e à sua Nação e ainda a todo o Mundo, na instrução, adiantamento e aperfeiçoamento das sobreditas Artes", pois "ninguém melhor que Vossa Majestade Real sabe quanto é útil a arte do desenho e arquitetura civil, e militar e da pintura: e que haja neste novo Mundo, principalmente nesta Capitania de Minas, entre a mocidade, homens hábeis de admirável esfera que desejam o estudo e praxe do risco, [...] desterrando assim a ignorância e a viciosidade, e promovendo as Artes, e ciências, e a instrução popular". Não há notícia de que tenha recebido alguma resposta, mas em 29 de abril do mesmo ano obteve da Câmara de Mariana um atestado de professor, "tendo dado bastantes provas de que não só é capaz de por em praxe o risco das Cartas Geográficas, dos animais, plantas, aves e outros produtos da Natureza, como explicar e instruir aos que se quiserem aproveitar", o que segundo Sousa Júnior aponta para a formação de uma oficina, mas não uma escola formalizada.
Sua profissão o obrigava a constantes deslocamentos para atender encomendas em várias localidades mineiras, e pôde deixar obra extensa. Teve diversos ajudantes em seus trabalhos, conforme o hábito da época, entre eles aprendizes e escravos. Sua última criação documentada foi a tela intitulada A Última Ceia, de 1828. Depois de prolífica carreira, faleceu e foi sepultado em 1830 na igreja da irmandade de São Francisco da Penitência, em Mariana, tendo pedido em última vontade a celebração de missas em todas as irmandades de que fora membro.

### Vida privada

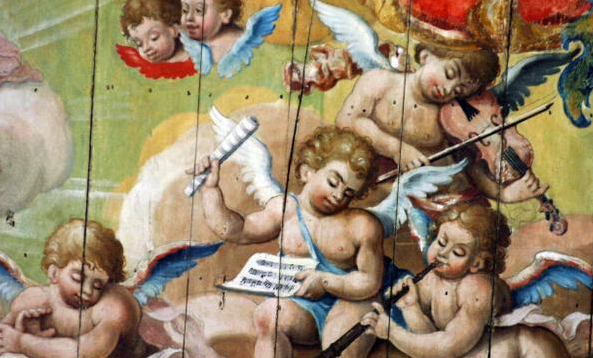
Anjos músicos, Igreja de S. Francisco, Ouro Preto

Sabe-se pouco sobre sua vida privada. Possivelmente desde 1808 começou um relacionamento duradouro com a mulata alforriada Maria do Carmo Raimunda da Silva, nascida em 1788, mas viveram em regime de concubinato, jamais casando nem coabitando. Com ela teve seis filhos: Francisco de Assis Pacífico da Conceição (batizado em 1809), Maria do Carmo Neri da Natividade (bat. 1812), Sebastião (bat. 1814, morto logo após o nascimento), Francisca Rosa de Jesus (bat. 1815), Justino (bat. 1818, também morto bebê), e Ana Umbelina do Espírito Santo (bat. 1821).
Da documentação que sobrevive transparece que era preocupado com o bem-estar de sua família e era generoso com os escravos e aprendizes. Aparentemente era um fiel devoto da Igreja Católica, tendo ingressado em dez irmandades religiosas, e vários documentos atestam sua frequência aos serviços religiosos junto com a família e seus escravos. A despeito disso, nas irmandades que eram ordens terceiras, nunca foi admitido como irmão professo, já que era "indigno", como ele mesmo declarou, em virtude de seu estado de "concubinato renitente". Não obstante, explicava publicamente seu concubinato e os filhos naturais que tivera, situação comum mas irregular, como "uma fragilidade humana".
Sua carreira militar até onde se sabe parece ter sido mais honorária do que efetiva, e mesmo se não, as artes parecem ter levado uma vantagem natural, pois foi descrito como sendo um "homem calmo, fino, rico de dotes e prestígios", que Fritz Teixeira de Salles chamou de "diplomata ameno". No seu espólio foram arrolados vários bens, que podem ajudar a dar uma ideia de seus hábitos e gostos pessoais, entre eles um pianoforte, uma rabeca, uma violeta, um fagote, uma caixa de tabaco, espada, espingardas e pistolas, um relógio com corrente dourada, um par de fivelas de calção de pedras de topázio cravadas em prata dourada, calção de cetim riscado e colete de lã, chapéu, bengala de junco com cabo de prata, uma chácara, uma casa na Rua Nova, vários utensílios domiciliares como colheres de prata, louças, cadeiras, poltronas, armários, espelhos, bandeja, candeeiro, uma bíblia ilustrada, um dicionário de francês, o tratado Segredo das Artes, uma luneta, um oratório dourado com cinco imagens. Seu gosto pela música parece evidente, a partir da posse de vários instrumentos e da frequente representação de figuras de músicos em suas pinturas, às vezes pintando orquestras inteiras com uma correta descrição dos instrumentos.

## Obra

### Contexto sociocultural

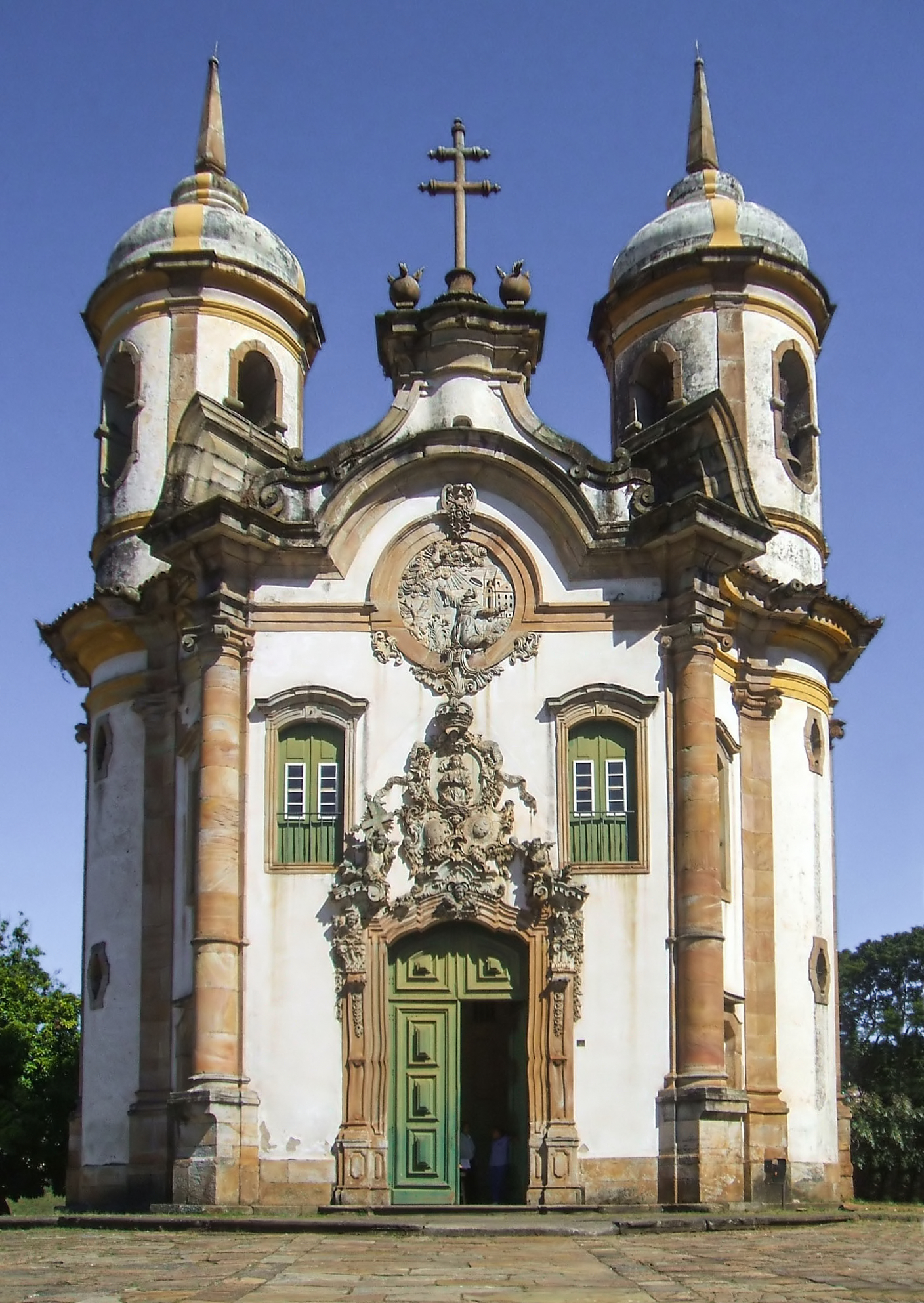
Igreja de São Francisco de Assis em Ouro Preto, onde Mestre Ataíde deixou uma de suas obras mais famosas, a ilustrada na abertura deste artigo.

Ataíde pertenceu à terceira geração de pintores mineiros, florescendo quando o grande ciclo econômico do ouro e dos diamantes chegava a um fim. Aquele ciclo, que no século XVIII enriquecera a capitania das Minas Gerais, foi um dos grandes responsáveis pela transformação da região em um ativo centro cultural. Atraiu uma elite ilustrada e amante das artes, que se entretinha com óperas e saraus literários, e patrocinava grande número de artistas, cuja obra em pintura, estatuária, talha dourada, música e arquitetura, até hoje ali permanece como testemunho de um dos momentos mais férteis e privilegiados da arte brasileira de todos os tempos, e significativa parte desse acervo foi declarada Patrimônio da Humanidade.
Naquela elite se incluía o clero. A Igreja Católica foi a maior mecenas da arte durante o Brasil colonial, promovendo a construção de grande quantidade de igrejas e mosteiros ricamente decorados em todo o território do país. Além disso, praticamente monopolizava o ensino e a assistência social. A Igreja adquiriu um poder central na vida brasileira daqueles tempos, e sua doutrina organizava praticamente toda a vida privada e pública. Um tanto por imposição, e um tanto por inclinação natural, o povo era devoto e expressava isso de formas eloquentes e festivas.
Nas Minas a religião também tinha esta força, mas a Coroa havia proibido a instalação de ordens religiosas. Assim, a fé do povo encontrou expressão maior na instituição de inúmeras irmandades leigas, ou ordens terceiras. Muitas delas acumularam grande riqueza com doações e esmolas, e ergueram belos templos para se reunir no culto divino. Na narrativa de Luciano Fernandes, as festas religiosas mineiras "envolviam toda a sociedade, através das irmandades e ordens terceiras, num congraçamento celebrativo ao mesmo tempo místico e secular. Seguidas por religiosos leigos e fiéis de diferentes classes sociais, as procissões, [...] mais que um ato festivo, eram um ato teatral em que tais irmandades procuravam, antes de tudo, ostentar maior importância ou prestígio". Essas irmandades também proviam assistência social para seus membros e famílias, e tinham grande influência política; para elas Ataíde produziu suas obras. A proibição recém citada produziu um efeito determinante também no colorido caracteristicamente local da arte religiosa mineira: enquanto que no Nordeste, o outro grande centro da arte colonial, onde os conventos e ordens eram permitidos e se multiplicaram, desenvolveu-se "um discurso visual voltado, desde os primeiros momentos da colonização, para a catequese — tanto do gentio, como dos africanos e mesmo dos colonos europeus, entre os quais se queria extirpar de vez as práticas judaizantes dos cristãos-novos –, em Minas ele terá um caráter devocional, mais afeito às crenças e santos popularizados especialmente através das irmandades leigas".

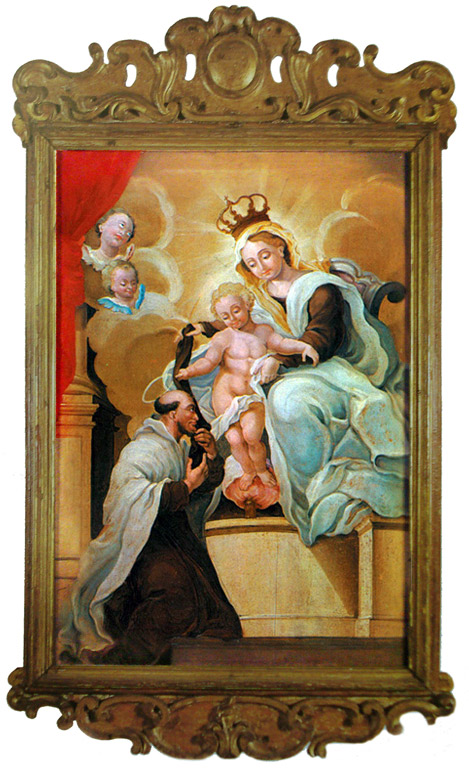
Nossa Senhora do Carmo, o Menino Jesus e São Simão Stock, Museu da Inconfidência. As cores desta imagem foram corrigidas para compensar a oxidação do verniz. O original é de um amarelado quase uniforme.

A doutrina que a Igreja professava era um resultado do Concílio de Trento, onde se organizou a reação católica contra a Reforma Protestante. Foi estabelecido que a religião deveria ganhar mais seguidores e recuperar os perdidos através de uma ativa propaganda da fé, e um dos instrumentos dessa iniciativa foi a arte. Compreendendo o poder de sedução que a arte detinha desde sempre sobre o povo analfabeto, e o amplo espaço para doutrinação que essa sedução abria, a arte da Contrarreforma buscou ser mais facilmente acessível ao entendimento das massas. Utilizando programaticamente um rico repertório de formas e símbolos de domínio público, reorganizou esses elementos em uma arte essencialmente didática, ajudando a fundar uma nova sensibilidade e também uma nova corrente estética: o Barroco. Para Fernandes, "a Contrarreforma não foi a causa determinante do Barroco, mas sim elemento fundamental que estruturou sua ideologia". Não que a finalidade propagandística fosse nova, ao contrário, vinha sendo uma constante na história da arte; a nota aqui dominante foi a ênfase no proselitismo e a reafirmação dos símbolos católicos como formas de diferenciação partidária. Os protestantes repudiavam o luxo dos templos e o uso das imagens do culto católico, e negavam a santidade da Virgem e dos santos. A Contrarreforma, por seu lado, reforçou o conceito da Imaculada Conceição e reiterou o valor dos seus santos e mártires como intercessores do homem junto a Deus, incentivando a sua representação iconográfica.
O que interessa ao caso de Ataíde é que sua arte é filha direta desse programa estético e ideológico. Ele mesmo era ciente disse, e em declaração de 1827 à Mesa da Ordem Terceira do Carmo em Ouro Preto, afirmou que as pinturas no teto serviam para "puxar a atenção e contemplação dos fiéis aos principais mistérios da nossa Religião". No Brasil, como se disse, o Catolicismo era a religião dominante; na verdade, era a religião oficial do Estado. Portugal permanecera sempre um baluarte católico, e na sua colônia, naturalmente, a mesma orientação prevalecia. Desta forma, todas as práticas da Igreja eram vivamente fomentadas pelas instâncias oficiais civis. Havia consequências artísticas dessa associação. Diz Elisson Morato que "o sucesso da estética barroca na região ibérica, bem como em suas colônias, não se deve apenas à mentalidade religiosa. Portugal e Espanha eram governados por monarquias absolutas, que não tardaram em demonstrar interesse pelo Barroco: uma arte marcada pelo luxo e pela pompa que exaltava, ao máximo, a soberania e a onipotência de Deus. [...] Como os discursos da Igreja e do Estado se imbricavam, a arte barroca foi logo adotada pelos Estados absolutistas". A arte devia ensinar a religião a quem não sabia ler; ao mesmo tempo, era palco de uma fantástica ostentação de opulência material. As igrejas mineiras, como foi uma regra no período Barroco, são repletas de decoração cara, suntuosa e sofisticada, produto de artífices muitas vezes anônimos mas altamente qualificados.
Com exceção de alguns retratos cuja autoria ainda é incerta, e do Retrato de Sua Majestade Imperial, de 1824, toda a pintura conhecida de Ataíde é sacra, e tem como objetivo ilustrar a história sagrada e os dogmas fundamentais da fé, suscitar a devoção, e perpetuar na memória dos crentes a moral da Igreja Católica para se levar uma vida aceitável a Deus e obter enfim a salvação eterna para a alma.

### Estilo e temas

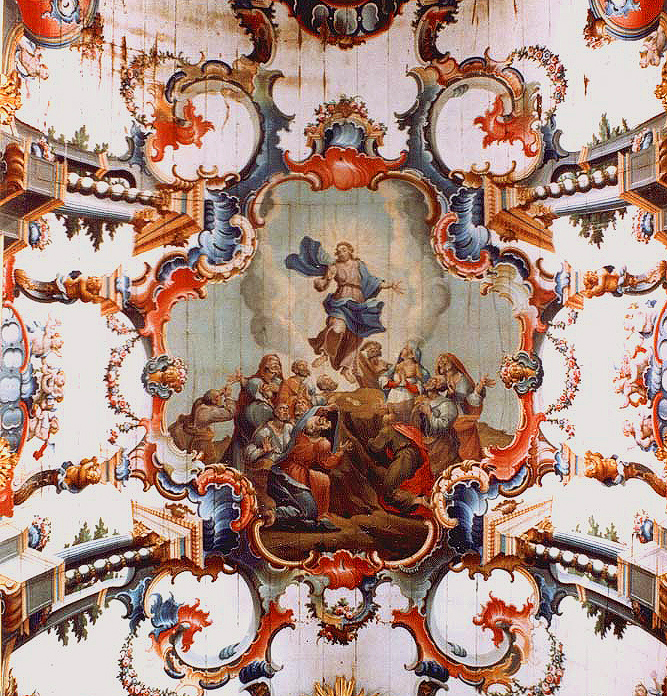
Ascensão de Cristo, Matriz de Santo Antônio em Santa Bárbara.

Ataíde é usualmente mais lembrado pela pintura de tetos de várias igrejas e capelas pela região mineira; neles pintou Cristo e sua Mãe, os santos e mártires, cenas bíblicas e epifanias gloriosas, e para ambientá-los, criou complexas arquiteturas ilusionísticas e molduras decorativas cheias de guirlandas, rocalhas e coros de anjos, com a graça típica do Rococó. Mas também deixou obras de cavalete e painéis menores, de qualidade mais intimista, às vezes até mais tocantes e próximos da gravidade do Barroco.
O estilo de Ataíde está alinhado com as grandes tendências da Europa, de onde vinham todas as referências visuais e conceituais da arte colonial brasileira. Como se disse antes, essas tendências se aglutinavam no que se convencionou chamar de estilo Barroco, na verdade um feixe de tendências muito diversificadas. De qualquer forma, Ataíde se encaixa na definição mais usual do Barroco: um estilo que prima pelo luxo ostensivo na escolha dos materiais, pela opulência das cores, preferindo os fortes contrastes; pelo dinamismo no desenho e na composição; pelo amor à glória, ao exagero, à retórica e ao drama, e pelo utilitarismo, usualmente com uma ou mais finalidades simbólicas e instrutivas embutidas na sua visualidade. Há, porém, dilemas ainda mal resolvidos na caracterização do seu estilo. Na grande escala, o Barroco e o Rococó são estilos mal delimitados e têm gerado antigas, vastas e inconclusivas polêmicas, e assim, no caso particular de Ataíde, ele é descrito ora como um barroco, ora como um rococó, ou como uma combinação de ambos. Disse Adalgisa Campos, sintetizando o problema, que os aspectos formais das obras de Ataíde revelam "a inspiração do artista em seu meio — salientando uma coloração tropical vibrante e figuras humanas mestiças – expressando através da forma rococó uma espiritualidade barroca". Mas essas incertezas não importam para a valorização de Ataíde como artista, pois é um consenso que seu talento era superlativo, independentemente da escola à qual quisermos atribuí-lo. Nas palavras de Lélia Coelho Frota, "como a de todo artista de boa envergadura, a obra de Ataíde, em última análise, não se deixa prender a rótulos de escola ou de períodos".
Outra peculiaridade é o atraso cronológico com que as artes brasileiras recebiam as últimas novidades estéticas europeias. Quando Ataíde iniciou a parte mais importante de sua carreira, só no início do século XIX, tanto Barroco como Rococó já eram formulações obsoletas na Europa, onde então reinavam o Neoclassicismo e o Romantismo. Entretanto, o pintor brasileiro permanecerá fiel àqueles cânones anteriores. No Brasil eram linguagens ainda com todo o poder de fogo, se comunicavam com plenitude com seu público, e dele recebiam, como os documentos provam, grande aprovação. Logo isso começaria a mudar, ao chegarem os primeiros neoclássicos no Rio de Janeiro e Nordeste. Em Minas a mudança só aconteceu mais tarde, depois da morte de Ataíde, cujo vulto dominou a pintura regional por trinta anos. Mais do que isso, ele encerra toda uma era na pintura brasileira, sendo o último grande representante, e o maior deles, de um brilhante ciclo cultural que durara mais de duzentos anos.

### Tradição e originalidade
Para a concepção de suas composições, também adotou a praxe de seu tempo e lugar. Na impossibilidade de ter contato direto com as grandes obras e professores da pintura europeia, Ataíde recebeu inspiração principalmente através de reproduções em gravura, largamente usadas por todos artistas coloniais como modelos mais ou menos prontos, um procedimento também adotado pelas academias da Europa desde a Renascença e que era universalmente aceito. Isso reafirmava a atualidade e importância de uma veneranda tradição cultural que remontava ultimamente à Antiguidade. Procedente de variados locais e mesmo de épocas distintas, esse corpo de gravuras tinha um perfil estilístico muito eclético, o que explica a variedade de soluções encontradas na pintura colonial como um todo e mesmo na obra de um mesmo artista, circunstância da qual Ataíde não escapou. Vários estudos já documentaram sua apropriação de tais modelos adaptando-os às necessidades e possibilidades de cada local e ao estilo de sua época. Como exemplo, seis painéis da capela-mor da Igreja de São Francisco de Assis, em Ouro Preto, executados entre 1803 e 1804, derivam diretamente de gravuras publicadas entre 1728 e 1730 em Paris por Michel Demarne, num compêndio em três volumes intitulado Histoire sacreé de la providence et de la conduite de Dieu sur les hommes que acabou sendo mais conhecido como a Bíblia de Demarne. A pesquisadora Hannah Levy fez uma descrição do procedimento:

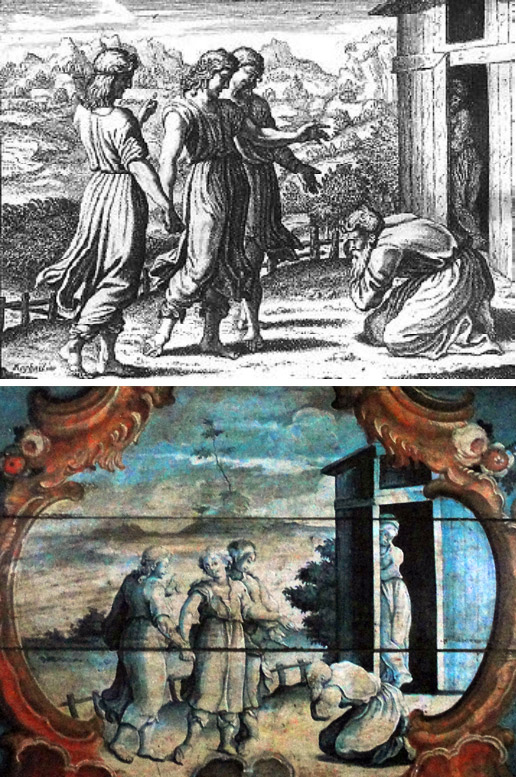
A visita dos anjos a Abraão. Acima a gravura de Demarne; abaixo, a interpretação de Ataíde num painel lateral da capela-mor da Igreja de São Francisco, Ouro Preto.

"Note-se que Manuel da Costa Ataíde, em todas estas pinturas, observou fielmente o modelo das gravuras no que concerne à composição geral, à distribuição das luzes e sombras, à posição das figuras e à indumentária. Observe-se, também, que o pintor mineiro, em todas essas obras, simplificou os planos de fundo (paisagem ou arquitetura) em comparação com os das gravuras e que, quase sempre, aproveitou das estampas apenas os grupos principais do tema representado, eliminando figuras ou cenas não diretamente ligadas ao assunto principal. A nosso ver, esta redução das cenas a seus grupos principais foi motivada pelas dimensões do espaço de que dispunha o mestre de Ouro Preto. [...] Não tratou de transformar a composição de Demarne. Pelo contrário: conservou cuidadosamente todos os pormenores das estampas, limitando-se a deixar simplesmente de lado os grupos que não lhe interessavam. É curioso verificar que mesmo mutilando, por assim dizer, a composição original do gravador, Ataíde não introduz senão modificações insignificantes na composição dos grupos que ele aproveita. E nem por isto as suas pinturas deixam de aparecer como composições artisticamente completas. [...] Porém, desejamos chamar a atenção para o fato de que o artista mineiro consagra um carinho especial a todos os pormenores pitorescos ou anedóticos encontrados nos modelos e suscetíveis de dar às cenas um caráter mais íntimo e mais diretamente familiar. Assim é que ele reproduz fielmente, por exemplo, na cena da restituição de Sara, o cachorrinho; na cena da refeição dos anjos, o prato fumegante trazido pelo criado, os vasos de vidro, os pratos na mesa, o copo na mão do médico, a forma característica do pé da mesa, etc. Na sua ânsia de dar um aspecto convincente e humano às cenas sagradas, chega a inventar pormenores pitorescos, que não se encontram em Demarne, como, entre outros, o da escarradeira por baixo da cama de Abraão".
Em seu tempo a tradição recebida pronta tinha um peso enorme na determinação dos aspectos formais e ideológicos da obra. Nesta colônia, onde não havia um ensino artístico institucionalizado nem aulas de anatomia para os artistas, os modelos visuais disponíveis eram essas reproduções de grande circulação. Eram a referência central de trabalho. Além dessas gravuras, circulavam em Minas — e no resto do Brasil — diversos tratados teóricos, que contribuíam para aprofundar os conhecimentos técnicos dos artistas locais. Segundo Claudina Moresi, os pintores de Minas Gerais tiveram acesso a obras como os estudos de simetria, perspectiva e pintura do poeta e pintor lusitano Filipe Nunes e os tratados Ciências das sombras relativas ao desenho, Segredos necessários para a arte da pintura, Arte da pintura, Segredos necessários para os ofícios, artes e manufaturas, e para outros objetos sobre economia doméstica, onde havia importantes referências para o preparo de tintas, vernizes, têmperas e douramentos; Ataíde possuiu um desses tratados, como consta em seu inventário. Também devia estar familiarizado com as lições de um outro tratado, que se tornara canônico, Perspectiva Pictorum et Architectorum, de Andrea Pozzo, o maior sistematizador da pintura de arquitetura ilusionística, técnica que veio a ser popularíssima na pintura colonial brasileira, embora numa abordagem modificada.
Na discussão sobre estas questões polêmicas de autoria e originalidade vários aspectos devem ser levados em conta: em primeiro, a organização do trabalho, como já se mencionou, era coletiva, num sistema corporativo onde o mestre se encarregava do planejamento geral da composição e execução das partes mais importantes, com vários assistentes ajudando na feitura das partes secundárias, aquisição e preparação de materiais, colocação de andaimes, etc. O mestre, por fim, se necessário fazendo correções e outros acabamentos, aprovava o resultado final. Além disso, o encomendante da obra podia determinar alterações no conjunto conforme as suas preferências. De qualquer modo, a obra em último caso era uma criação orquestrada pelo mestre, a quem cabia o mérito maior da autoria e da realização. E em se tratando da prática da reprodução de modelos prontos, também a tradição determinava as escolhas principais, mas havia largo espaço para a adaptação e o improviso de novas soluções técnicas e formais; isso sem dúvida confere grande dose de originalidade às pinturas de Ataíde e seus contemporâneos.

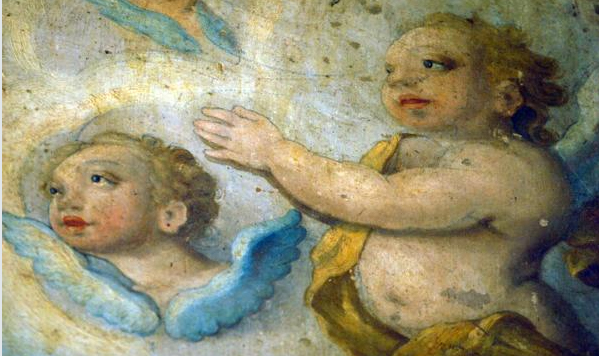
Anjos, Sé de Mariana.

Muitos críticos celebram Ataíde como um mestre original por ter conseguido plasmar em suas imagens as feições mestiças do povo brasileiro. Da mesma maneira, se aplaude sua rica paleta de cores luminosas em originais combinações, seu desenho preciso mas sensível e fluente, seus corpos humanos de formas cheias e sinuosas, quase lânguidas, os traços humanizados e familiares de seus santos, bem como a intimidade do tom que imprimiu em diversas obras. Marly Spitali analisou o uso das cores por Ataíde dizendo que ele é "um sinfonista da cor, não só pela expressão e suntuosidade da mesma mas também pela extraordinária habilidade instrumental, realmente sinfônica, de harmonizar as mais variadas tonalidades e dissonâncias cromáticas". Fez ainda um uso inovador dos tons azuis. Junto com Bernardo Pires da Silva, Antônio Martins da Silveira e João Batista de Figueiredo, formou a chamada "Escola de Mariana".

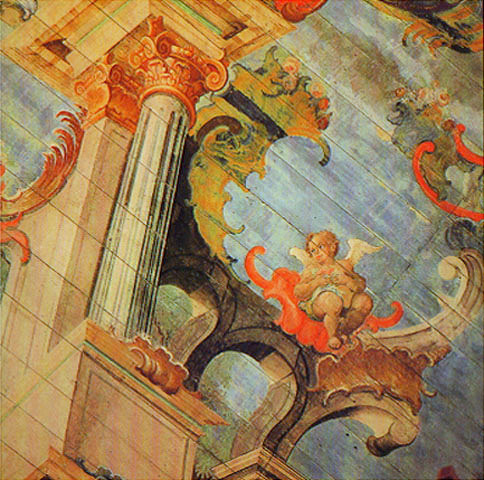
Detalhe da pintura arquitetônica no teto de São Francisco de Ouro Preto.

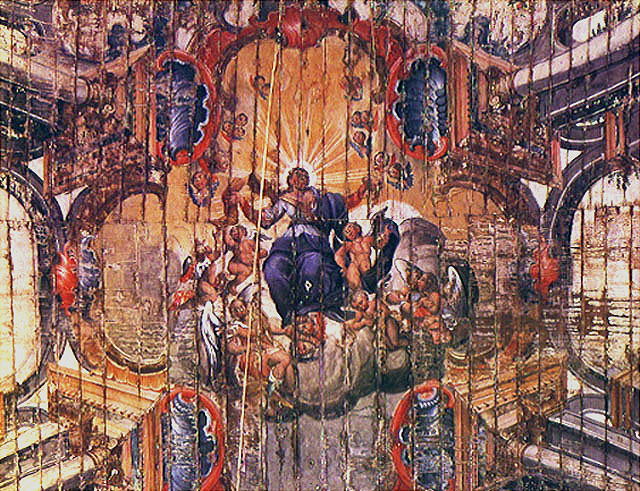
Assunção da Virgem, Rosário dos Pretos em Mariana.

Naquele tempo a espetacularização do culto religioso era uma tônica, e todas as artes concorriam para a criação de uma "obra total", cuja súmula brasileira sempre foi o templo religioso feericamente decorado. Ali a celebração ocorria em meio à música, ao odor do incenso, à retórica sacra, e ao esplendor dos retábulos dourados, da pratarias, da mobília entalhada, das pinturas e da estatuária. Cabe lembrar que Ataíde não foi apenas pintor, mas grande parte de sua carreira foi empregada nas tarefas de douramento de talha e encarnação de estátuas.
Entretanto, a memória de Ataíde permanece principalmente ligada à pintura de tetos de igrejas. A organização básica do conjunto é quase sempre a mesma: a partir do alto das paredes o pintor produz no teto uma pintura que sugere ilusionisticamente a continuidade da arquitetura até que ela se abre para o céu, onde é representada uma epifania. A técnica do ilusionismo arquitetônico para decoração de tetos fora desenvolvida na Itália, sistematizada pelo jesuíta Andrea Pozzo, e por seu impacto visual e poderes evocativos recebeu viva aceitação tanto na Europa como no Brasil colonial. Em Minas a técnica foi introduzida aparentemente por Antônio Martins da Silveira no forro da capela-mor do Seminário Menor de Mariana, datado de 1782, inaugurando um esquema retomado muitas vezes pelos artistas posteriores. Ataíde melhor exibiu a força do seu gênio na elaboração desse tipo de composição, que exigia grandes capacidades de organizar coerentemente imagens diversificadas em uma escala monumental, além de bons conhecimentos de perspectiva e das leis do escorço.
Porém, na mão do Mestre a falsa arquitetura recebeu tratamentos variados, algumas vezes parecendo mais sólida, como na Matriz de Santo Antônio em Itaverava, noutras se dissolvendo numa profusão de festões, guirlandas e rocalhas e outros detalhes puramente decorativos que subvertem a lógica arquitetural, a exemplo da Matriz de Santo Antônio em Santa Bárbara. Geralmente esses elementos estruturantes são povoados por várias figuras secundárias — anjos, santos, mártires, doutores da igreja e outras figuras da história sagrada. O foco dessas composições invariavelmente é um grande medalhão centralizado, onde é apresentada uma cena divina, usualmente com as figuras de Cristo ou da Virgem dominando a composição.
Também desenvolveu outras soluções. No teto de Rosário dos Pretos de Mariana criou uma moldura arquitetural perspectivada, mas a cena no medalhão central foi apresentada em visão plana frontal, sem escorço nas figuras. Essa solução era corriqueira em Portugal, onde era chamada de "quadro recolocado", pois tinha apenas e precisamente o efeito de um painel de altar posto no teto, sem explorar os recursos de uma cenografia mais escorçada e mais ilusória. Em parte isso se devia às dificuldades da criação de um bom escorço, técnica reservada somente aos pintores mais habilidosos, mas também, na opinião de Myriam de Oliveira, seria uma natural continuidade de uma tradição especificamente portuguesa de não escorçar figuras humanas. Esta opção técnica suporia uma comunicação mais direta com os santos, "retirados assim das alturas celestiais pela terrena sensibilidade da alma portuguesa [...] pouco afeita aos arroubos místicos".

### Principais obras

#### Tetos

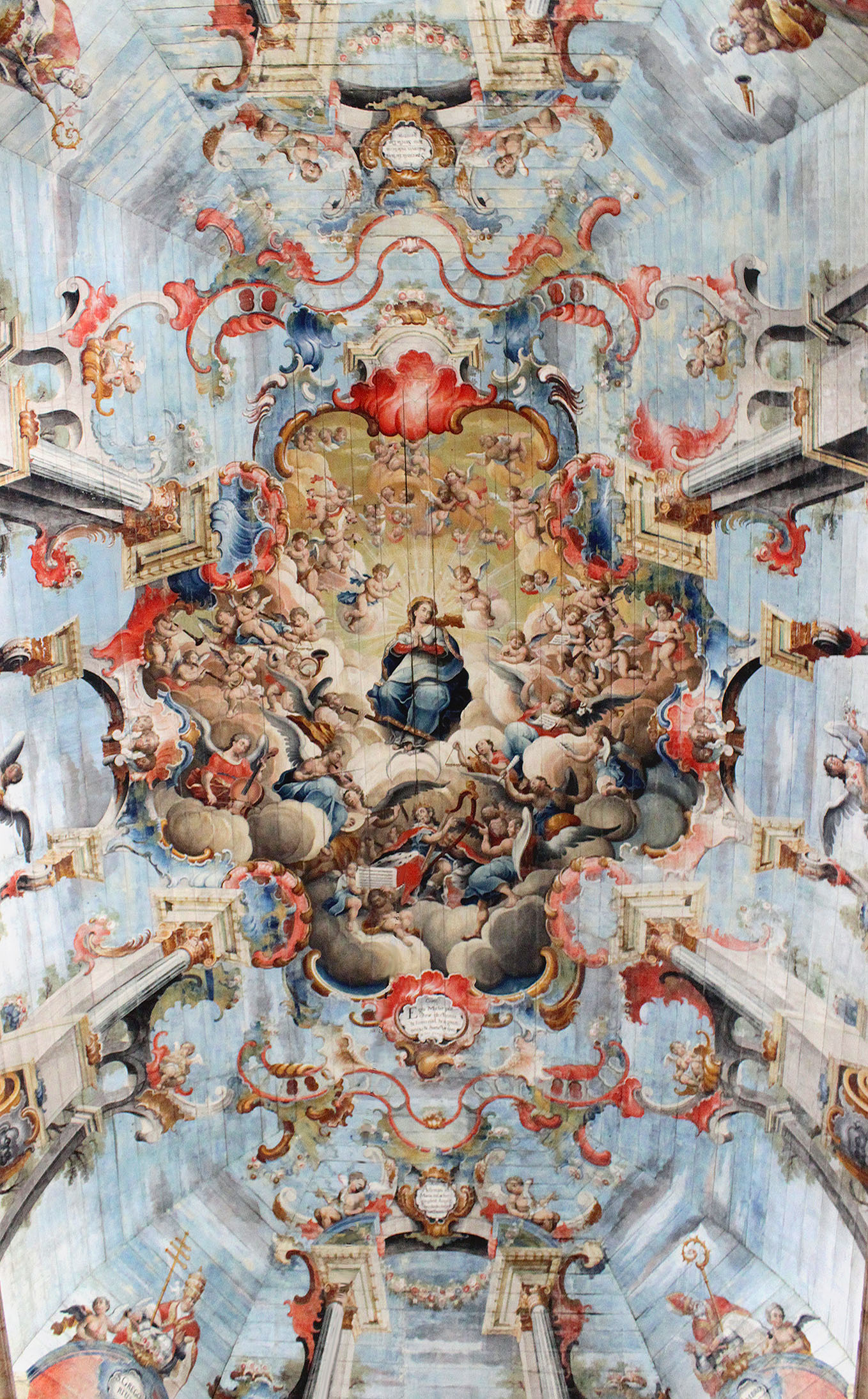
Assunção de Nossa Senhora, sua obra mais afamada (ver nota), no teto da igreja de São Francisco de Assis, Ouro Preto.

Possivelmente sua primeira obra no gênero ilusionístico, o teto da Matriz de Santo Antônio em Santa Bárbara, ilustrado na seção Estilo e temas, já estabelece seu modelo formal geral, ao qual permaneceu fiel, com poucas variações essenciais, até o fim de sua trajetória. A ilusão arquitetônica se inicia logo na cimalha, onde Ataíde pintou dois consoles em cada lateral da igreja. Sobre cada um deles se ergue um destacado pedestal e uma coluna, que se ligam ao medalhão central apenas por um concheado que faz as vezes de entablamento. Outros apoios são figuras de atlantes, falsos pilares, púlpitos, formas vegetais e rocalhas. Entre esses suportes há, em cada lateral, um balcão com ornamentação vazada, onde aparecem anjos cantores.
A composição do medalhão central tem uma distribuição de pesos bastante simétrica, representando a Ascensão de Cristo, assistida pelos doze Apóstolos e a Virgem Maria. No alto a composição é rarefeita, dominada pela figura solitária de Cristo, cuja fisionomia feliz e descontraída contrasta com os olhares atônitos de sua pequena plateia, que se agrupa em círculo compacto logo abaixo em torno de um tipo de pedestal, onde estão impressas as marcas dos pés d'Aquele que acabou de subir aos céus, criando uma eficiente dialética visual entre as esferas divina e terrena.
O teto da Igreja de São Francisco de Assis em Ouro Preto é sua criação mais afamada. O medalhão central trata da Assunção da Virgem, que aparece rodeada por uma orquestra de anjos. Maria tem traços mulatos, como ocorre com vários anjos, e está em atitude de oração assentada num trono de nuvens, rodeada por raios de luz e apoiada em um crescente lunar. A composição é complexa, ricamente colorida e integrada em si mesma e em relação à arquitetura da igreja. Carla Oliveira afirmou que "ali naquele forro abobadado está cristalizado não só o amálgama entre ambos os estilos [o Rococó e o Barroco] mas, de forma mais contundente, também transparece visualmente o hibridismo do discurso visual construído durante o século XVIII na Capitania das Minas". Nas palavras de Carlos del Negro,
"O tom aconchegante e acariciante da luz que banha toda a composição do medalhão revela um certo grau de intimidade, consonância e vibração dos habitantes desse céu. Todas as figuras da composição só têm autonomia em função do conjunto. A orquestra é um segundo centro da composição pictórica pois determina a distribuição espacial do músicos. Poderíamos dizer que nesse forro ele pintou uma partitura e executou uma pintura. Essa foi uma inovação importante da pintura de Ataíde: introduzir no universo iconográfico da pintura religiosa a música; entra-se no céu ao som musical de uma orquestra celestial. A transposição da música para o paraíso, revela o valor estético e sagrado que esta linguagem adquiriu no simbolismo religioso das Minas Gerais".

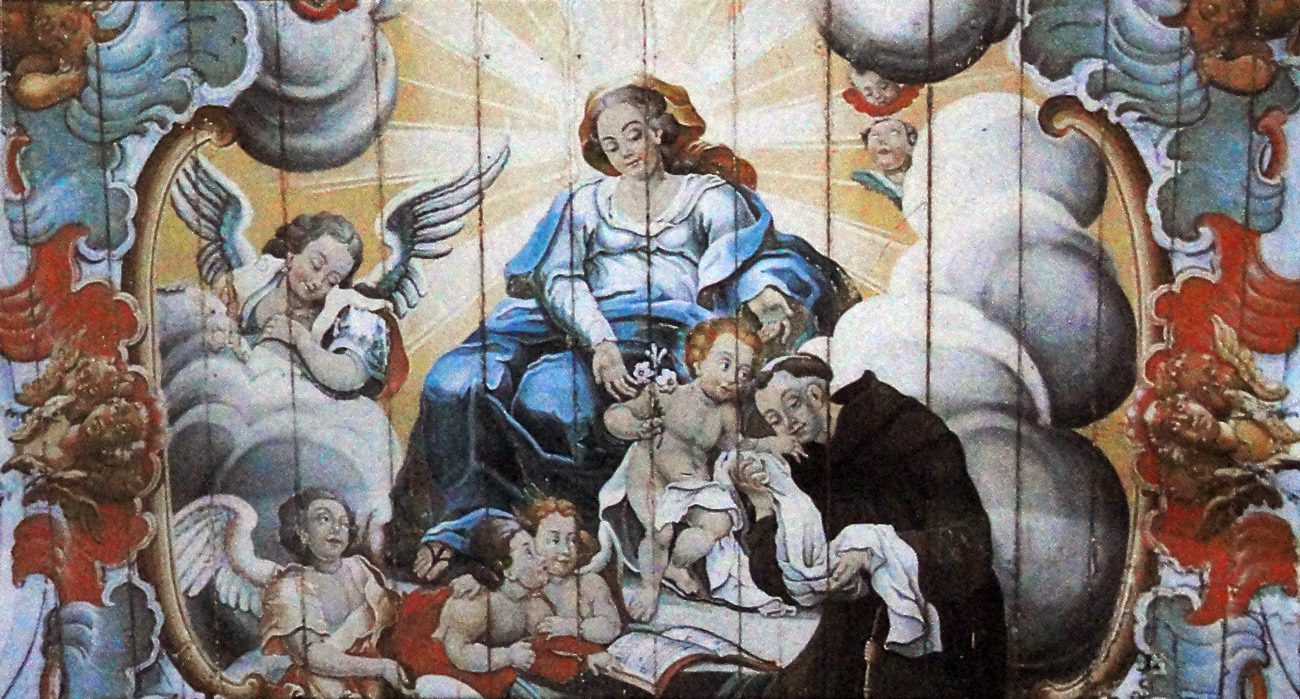
Detalhe de A Virgem entrega o Menino Jesus a Santo Antônio de Pádua, Matriz de Santo Antônio em Ouro Branco.

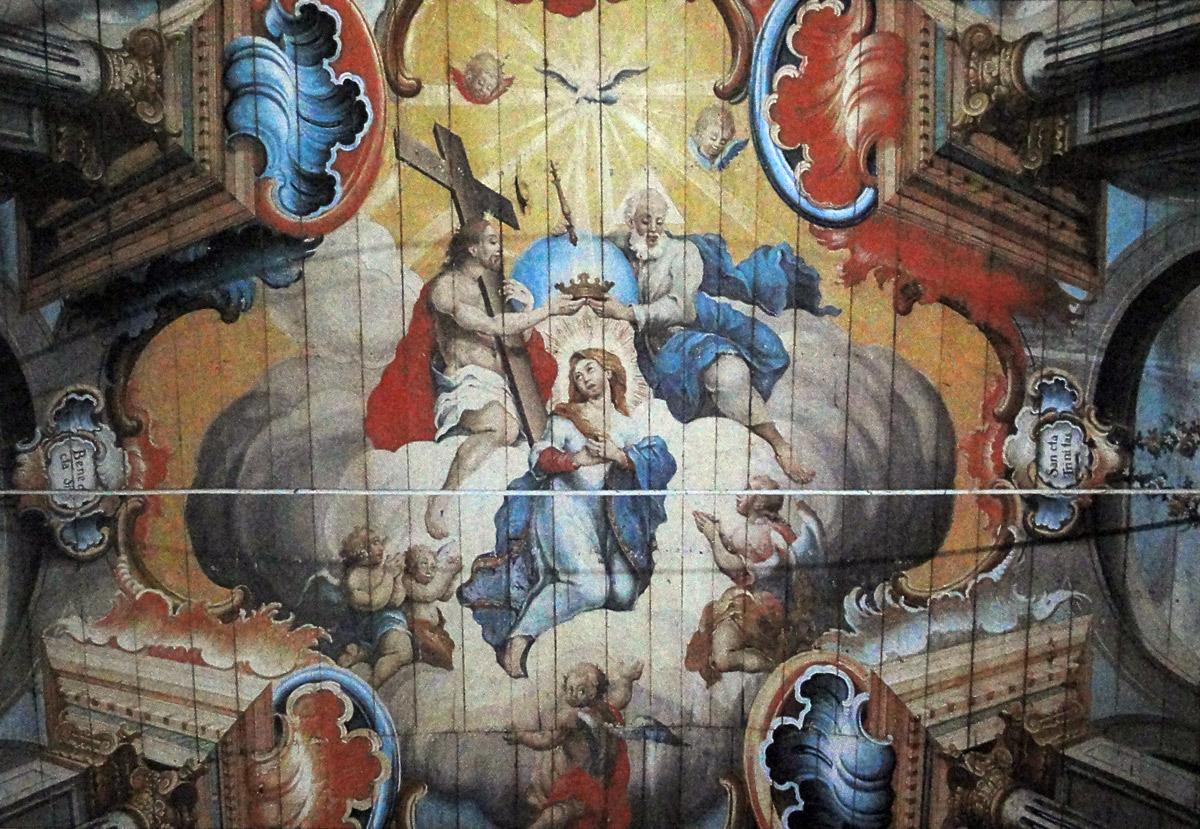
Detalhe da Coroação da Virgem na Matriz de Santo Antônio em Itaverava.

Entretanto, nem tudo era celebração na obra de um artista barroco; em outras partes do teto Ataíde pintou admoestações, como os medalhões e faixas com os motos Vanitas vanitatum e Memento mori, que significam respectivamente Vaidade das vaidades, e Lembra que morrerás, significando que vida na Terra é efêmera e ilusória, uma sofrida peregrinação antes da transcendência e da beatitude eterna. Outros elementos doutrinais que emolduram a jubilosa cena central, a qual ilustra a recompensa pela vida virtuosa, também reforçam a dialética simbólica que a pintura deveria transmitir: uma vela acesa simboliza o tempo que passa; uma ampulheta caída, a morte, o tempo que finda; um açoite, a necessidade de penitência. Os santos e mártires que fazem parte do conjunto também trazem consigo significados precisos, conforme a vida que levaram e a obra que deixaram. Tais convenções significantes eram na época de domínio público, e não admira que os templos decorados desta forma, com obras narrativas e alegóricas, fossem chamadas de "a Bíblia dos analfabetos".
A arquitetura ilusionística do teto da Matriz de Santo Antônio em Ouro Branco é única na obra do Mestre. Predominam as linhas retas, e a organização do espaço não é tradicional. Igualmente é original sua paleta de cores. Destacam-se por entre a arquitetura figuras de vigorosos atlantes e anjos. Balcões em torno, contra florões ornamentais, são ocupados por santos. O rico medalhão do centro mostra um grupo com a Virgem, o Menino Jesus e Santo Antônio de Lisboa. A Virgem, entronizada em nuvens, tem um semblante delicado, sereno e amigável. Ao seu lado está o Menino, em pé sobre uma mesa, diante de um devoto Santo Antônio em reverente genuflexão. As figuras são notáveis pelo seu desenho sensível e formas roliças, e transmitem uma impressão de recolhimento e amorosa placidez. A imagem do Menino Jesus é particularmente graciosa, com o ar travesso das crianças. Anjos ladeiam o grupo central.
A composição central do teto da Matriz de Santo Antônio em Itaverava é emoldurada por púlpitos nos cantos, onde pontificam santos. Púlpitos intermédios são ocupados por anjos músicos. A organização do espaço da composição como um todo foge à tradição do ponto de fuga centralizado. A arquitetura de apoio é sólida e um tanto pesada, o que faz o medalhão central irromper de forma dramática no espaço. O tema do medalhão é A Santíssima Trindade coroando a Virgem Maria. A composição é equilibrada e simétrica. Conforme a iconografia corrente, a figura do Pai é a de um ancião encanecido, o Filho é a imagem de Jesus com sua cruz, e o Espírito Santo voa como uma pomba acima de todos, de onde partem raios de luz que iluminam toda a cena. Abaixo, a Virgem recebe uma coroa. Em torno, alguns anjos assistem a cena.

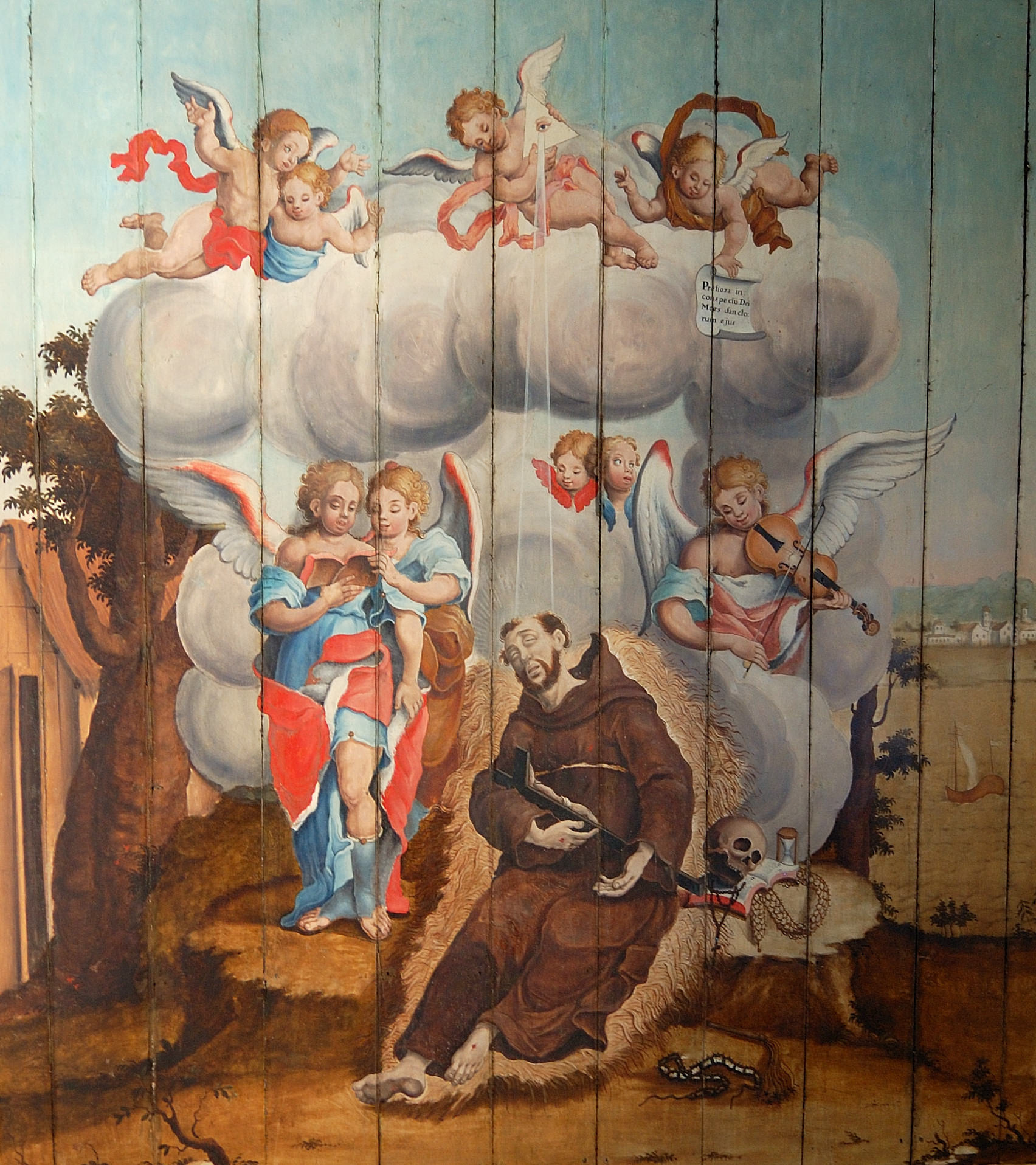
São Francisco em agonia, Igreja de São Francisco em Mariana.

Dois painéis dividem o espaço do forro da sacristia da Igreja de São Francisco de Assis em Mariana, ambos tratando da Agonia de São Francisco. Não há nenhuma documentação atestando sua autoria, que lhe foi atribuída por vários especialistas através da comparação estilística e foi considerada inequívoca por Pedro Queiroz Leite. Em ambos há um mesmo modelo, mostrando o santo, já estigmatizado, rodeado de anjos e dos símbolos de sua paixão: o cilício, a ampulheta, o crânio e o livro sagrado. Aqui já estamos em outra categoria de composição; não há arquiteturas ilusionísticas, mas grandes cenas abertas com fundos paisagísticos, onde fica perceptível sua habilidade em transmitir significados pelo simples uso das cores e distribuição de pesos. A figura do santo penitente e sofredor, pintada em cores escuras, contrasta com a claridade do céu e a vivacidade dos anjos que o atendem na sua hora extrema. Lélia Frota detalha a descrição:
"Estes dois painéis no forro da sacristia de São Francisco de Mariana estarão entre os mais belos trabalhos realizados pelo Ataíde. Reúnem de maneira ótima as suas mais evidentes qualidades: a grave expressividade do seu humanismo, concentrada na representação do santo mestiço; o refinamento da composição, centrada nas formas sutilmente oclusas de concha, e conciliando elementos muito díspares; o capricho tonal e um particularíssimo claro-escuro, que exibem uma invenção visual que vai do ar livre da paisagem e do céu até o intimismo mais sombrio do âmago da concha dissolvida em nuvens onde agoniza Francisco. Uma tênue diagonal divide em dois terços o quadro: no inferior, predominam os terras, a tônica é mais densa e dramática. No superior, são azuis, brancos, grises e rosas que ressaltam. E do grupo dos anjos assentados sobre a parte superior da concha nuvem se dirige a Francisco a graça que emana do símbolo triangular da Santíssima Trindade. [...] A composição se apoia no eixo diagonal, tão caro ao Barroco, ondulando-o e ocultando-o sob os recortes irregulares da gruta em rocaille, continuada pelo tronco e ramos desiguais de uma grande árvore".
A sua última criação em tetos, datada de 1823, está na Igreja de Nossa Senhora do Rosário dos Pretos em Mariana. Sobreviveu o contrato firmado entre a irmandade e o artista, onde ficavam explicitadas as condições da obra: determinou-se o traçado de um desenho e pintura com "elegante e moderna perspectiva" e "finas tintas de melhor gosto e valentia". No medalhão central da pintura seria representada a Assunção de Nossa Senhora ou "temática que se assentasse melhor" em uma "bonita e valente e espaçosa pintura de Perspectiva, organizada de corpos de arquitetura, ornatos, varandas, festões, e figurando, o que for mais acertado". A falsa arquitetura reproduz a da capela-mor de Santo Antônio de Itaverava com maior simplificação. A Virgem de braços abertos está entronizada sobre nuvens, contra um céu amarelo; seu manto esvoaça, rodeiam-na querubins. Nenhuma das figuras foi escorçada, mas Ataíde conseguiu uma impressão de perspectiva profunda pelo uso do contraste de cores e luzes. A obra não  agradou a irmandade encomendante, que decidiu pagar-lhe apenas parte do valor acertado. Parece que houve uma disputa pessoal ainda obscura, e o artista recorreu à justiça, mas não teve o retorno esperado. Mais tarde outro artista repintou grosseiramente toda a composição.

#### Pintura de cavalete e obras menores

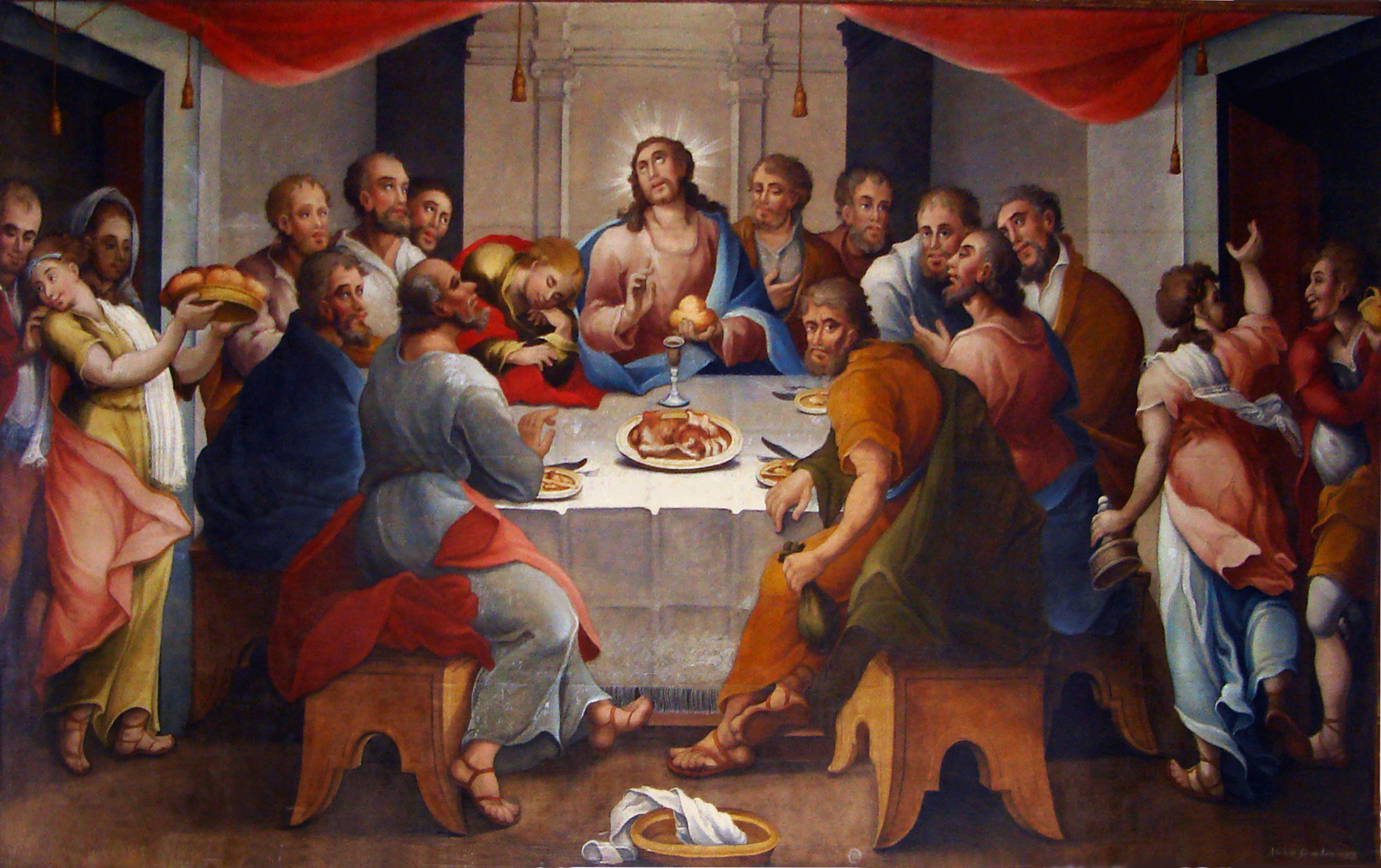
A Última Ceia, Colégio do Caraça.

Ataíde deixou muitas peças de menores dimensões sobre painéis de madeira ou tela, como Nossa Senhora do Carmo, o Menino Jesus e São Simão Stock, hoje no Museu da Inconfidência, Flagelação de Cristo no Acervo Artístico-Cultural dos Palácios do Governo do Estado de São Paulo,  Cristo a Caminho do Calvário no Museu de Arte Sacra de Mariana, as Cenas da Vida de Abraão e São Francisco Alcança as Graças da Porciúncula na Igreja de São Francisco de Assis de Ouro Preto, Batismo de Cristo na Catedral de Mariana e outras, mas merece uma nota especial a sua tela A Última Ceia, datada de 1828, regularmente citada na bibliografia como uma de suas obras mais importantes. Realizada para o tradicional Colégio do Caraça em Catas Altas, nos dizeres de Castro & Souza de Deus é uma obra em que fica explícita sua qualidade de criador original, introduzindo em uma cena altamente patética elementos de descontração e informalidade, dando "um toque de graça profana a uma passagem tão tocante da vida de Cristo". Diversos detalhes anedóticos dão vivacidade à composição, como as serviçais em atividade, uma delas uma mulata, e a animada interação coreográfica dos Apóstolos com Cristo. Outros introduzem associações heterodoxas para a doutrina católica, pois sobre a mesa aparecem ossos de carneiro, "em flagrante contradição com os rígidos preceitos do Catolicismo de outrora quanto à restrição de consumo de carne durante a Quaresma".
O colégio foi muito danificado em um incêndio em 1968, que encerrou sua trajetória como educandário da elite brasileira. A tela foi então emprestada para o Governo de Minas Gerais nos anos 1970 por ocasião da inauguração do Palácio das Artes em Belo Horizonte, e temeu-se que ela nunca mais fosse devolvida, "pagando" desta forma os gastos públicos para levar o asfalto até o Caraça. O caso despertou uma reação veemente em Carlos Drummond de Andrade, que escreveu um poema sobre isso: Ataíde à Venda?, do qual vale transcrever o fecho:
"Que vale ter Ataíde// e não ter teto e parede?// Ser um sacrário de arte,// a mais pura arte mineira,// orgulho do nosso Estado// e da alma brasileira,// sem ter como restaurar// a velha casa de ensino// onde ensinamos a amar// as criações do passado?// Debatem os lazaristas// o grave dilema, enquanto// Manuel da Costa Ataíde// e sua tela, suprema// esperança de resgate// da indigência caracense,// viram tema de comércio.// Corre, corre, Aureliano,// vai, Conselho de Cultura,// depressa, Assembleia, vai,// salva os padres agoniados// da prontidão que os achaca,// e salvando-os, preservando-os// da mercantil ameaça,// salva a arte, salva a glória,// salva o máximo tesouro,// a riqueza que não passa:// Cristo-Ceia do Caraça!"
A obra no final voltou à sua casa. O colégio foi restaurado e também a tela recebeu reparo pelo Centro de Conservação e Restauração da Universidade Federal de Minas Gerais.

### Decorador

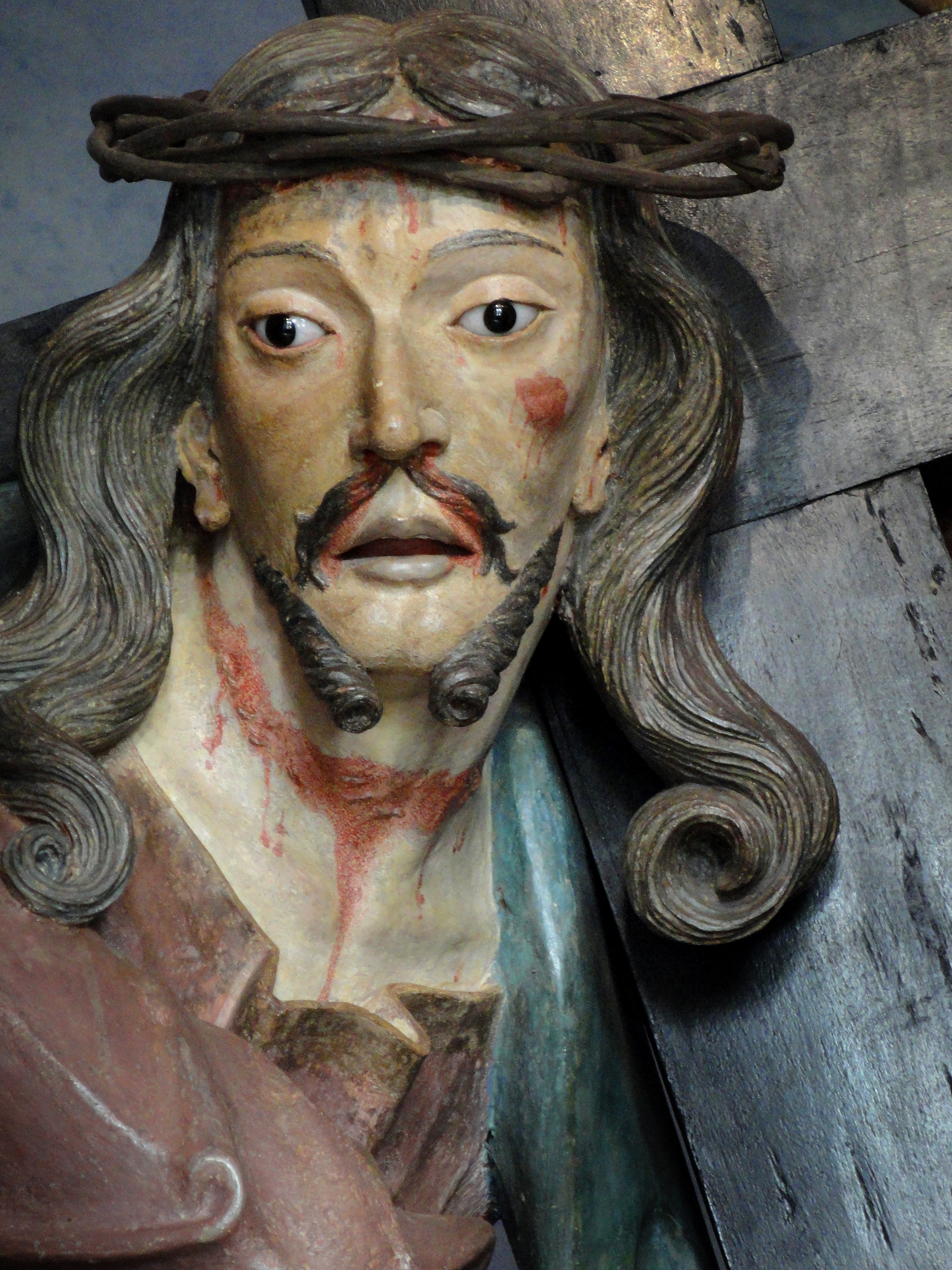
Detalhe do Cristo carregando a cruz, parte da série de esculturas de Aleijadinho encarnadas por Ataíde. Santuário de Matosinhos

Uma parte significativa da sua produção está na douração de talha em madeira e na pintura de estátuas, uma técnica conhecida como encarnação e estofamento. A encarnação se refere à imitação do efeito da carne humana nas partes do corpo que ficavam visíveis, como o rosto e as mãos, e o estofamento era a imitação de vestimentas e tecidos. Em várias igrejas mineiras o artista deixou sua marca em vários aspectos da decoração, e projetou a arquitetura de retábulos e objetos litúrgicos como castiçais e crucifixos. O contrato para a decoração da Igreja da Ordem Terceira de Nossa Senhora do Carmo, em Ouro Preto, onde faz observações detalhadas do trabalho, tendo projetado o altar-mor e dourado toda a talha da igreja, é um testemunho de sua compreensão da decoração dos interiores como uma obra unificada, na qual se integram arquitetura, pintura, talha e objetos. Também foi ilustrador, pintando iluminuras em Livros de Compromisso de irmandades. Nestas outras áreas sua obra é pouco estudada, mas se destaca a pintura da mais importante série de estátuas de Aleijadinho, instalada nas Capelas dos Passos do Santuário do Bom Jesus de Matosinhos, onde o sensível tratamento pictórico enfatiza a dramaticidade das figuras.

## Legado
Ataíde foi uma referência importante para vários outros pintores da região de Minas Gerais e ainda inspira novos artistas. Desfruta hoje de um elevado prestígio entre a crítica especializada e se tornou popular mesmo entre o grande público. É em geral considerado o ponto culminante da rica e longa trajetória da pintura barroca no Brasil, que depois dele entra em declínio. Muito louvado pela qualidade intrínseca do seu trabalho e pelas notas de originalidade em seu estilo e em seus motivos, é também frequentemente considerado um dos precursores de uma arte verdadeiramente brasileira.
A noção de Ataíde como um dos fundadores da "verdadeira" arte brasileira ganhou enorme popularidade entre a crítica desde sua adoção pelos modernistas na década de 1920, mas o nacionalismo atribuído à sua obra deve ser relativizado, sendo em parte o resultado de um projeto politizado de arte, influenciado por visões de mundo e desejos daquela época. Suas fontes formais, como sabemos depois dos estudos de Hannah Levy, eram todas europeias. Segundo Lauro Cavalcanti, "a singularidade do modernismo brasileiro residiu na ação concomitante e dialética de nossos intelectuais no desejo de construção utópica de um passado e de um futuro para a arte e para o próprio país. Ações de redescobrimento do Brasil faziam-se necessárias em um ambiente no qual se desconhecia ou se menosprezava as artes locais, em prol de interpretações fantasiosas e superficiais de estilos pretéritos europeus e americano".

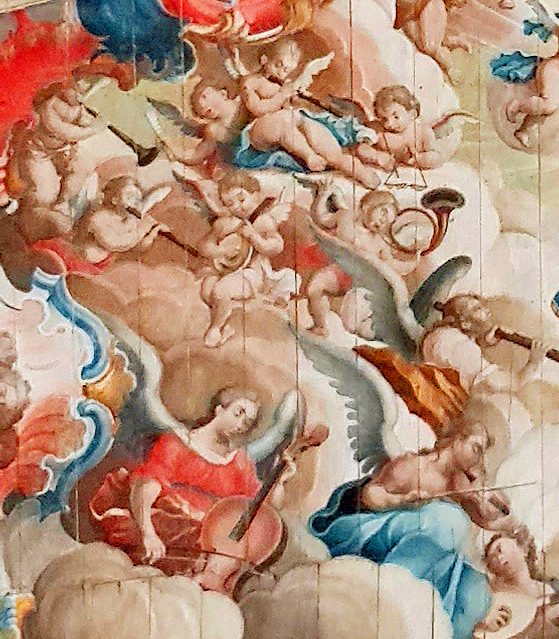
Anjos músicos, detalhe da Assunção de Nossa Senhora, Igreja de São Francisco, Ouro Preto.

Hoje em geral se considera que sua contribuição para a criação de uma escola de pintura brasileira está na inclusão do afrodescendente como protagonista, sendo muito citado em trabalhos científicos recentes que estudam os relacionamentos da arte e da iconografia com o racismo, a escravidão, a negritude e a história do negro no Brasil, embora essa inclusão tenha sido discreta e cautelosa, feita com grandes doses de branqueamento, para não ofender o gosto da classe branca dominante escravocrata, e não divergir abertamente dos cânones iconográficos permitidos pela Igreja. Especula-se que a inspiração do artista tenha vindo de seus filhos e sua mulher, que eram mestiços. Essa inclusão também o fez ser cooptado pelo movimento negro, que o tomou como um dos seus representantes ilustres. Marcos Hill diz que "Ataíde concebe virgens e anjos mulatos, mesclando o contexto erudito das gravuras com um gesto definitivo que confirma uma nova expressividade e a consciência de uma certa diferença constatada e desejosa de autonomia". O Museu de Congonhas, em exposição virtual que dedicou a ele, o descreveu como "um marco para se pensar nas características da arte pictórica genuinamente brasileira. [...] Sua paleta de cores é uma importante inovação em princípios do XIX e a maneira como representa seu povo e sua realidade - como notamos nas feições mestiças de seus anjos - são importantes contribuições para a consolidação de seu estilo e, consequentemente, do que convencionamos chamar de pintura brasileira". Frans Krajcberg, notável artista contemporâneo, o chamou de "o inventor da pintura no Brasil" e declarou-se seu discípulo.
Ele dá nome a ruas e escolas e já foi tema de estudos de eruditos estrangeiros. Suas obras são objeto de projetos escolares e são infalivelmente mencionadas em guias turísticos ao lado das de Aleijadinho como entre os principais atrativos culturais da região de Minas.
Apesar da sua grande reputação e popularidade, o conhecimento sobre sua vida e obra ainda têm muitas lacunas. Embora uma considerável bibliografia tenha abordado aspectos pontuais de seu trabalho, são poucos os estudos de fôlego que o enfocam com exclusividade, destacando-se as contribuições pioneiras de Rodrigo Mello Franco de Andrade, Luís Jardim, Hannah Levy, Raimundo Trindade, Salomão de Vasconcellos e Carlos Del Negro nos anos 1930-50, período em que a atenção acadêmica foi mais concentrada. Depois ainda apareceram diversos trabalhos importantes, como as monografias e dissertações de Ivo Porto de Menezes, Marly Spitali de Mendonça, Lélia Coelho Frota e Adalgisa Arantes Campos, mas nos anos 1970 o interesse da crítica praticamente se desvaneceu, tendo de esperar até o fim do século para que fossem organizados outros projetos de vulto, principalmente através da atuação de Adalgisa Campos, que publicou novos estudos importantes e reimprimiu obras de outros autores cuja edição se encontrava esgotada. Ainda há muito por desvendar sobre sua vida e obra. Há poucos anos foram descobertas pinturas suas ocultas sob repinturas posteriores nas Capelas dos Passos do Santuário de Matosinhos, as mesmas capelas onde estão as estátuas de Aleijadinho que ele encarnou.
Os órgãos do patrimônio histórico brasileiro realizam ações de conservação e restauro do seu legado material, mas em alguns casos suas pinturas estão em mau estado de conservação, e exigem a atenção urgente das autoridades responsáveis e das comunidades onde estão para que esses tesouros da arte colonial brasileira não se percam.

## Listagem de obras
Adaptada da cronologia do Instituto Itaú Cultural e do catálogo de Ivo Porto de Menezes das obras documentadas com segurança e das atribuídas a ele mais ou menos consensualmente pela crítica.
Ouro Preto

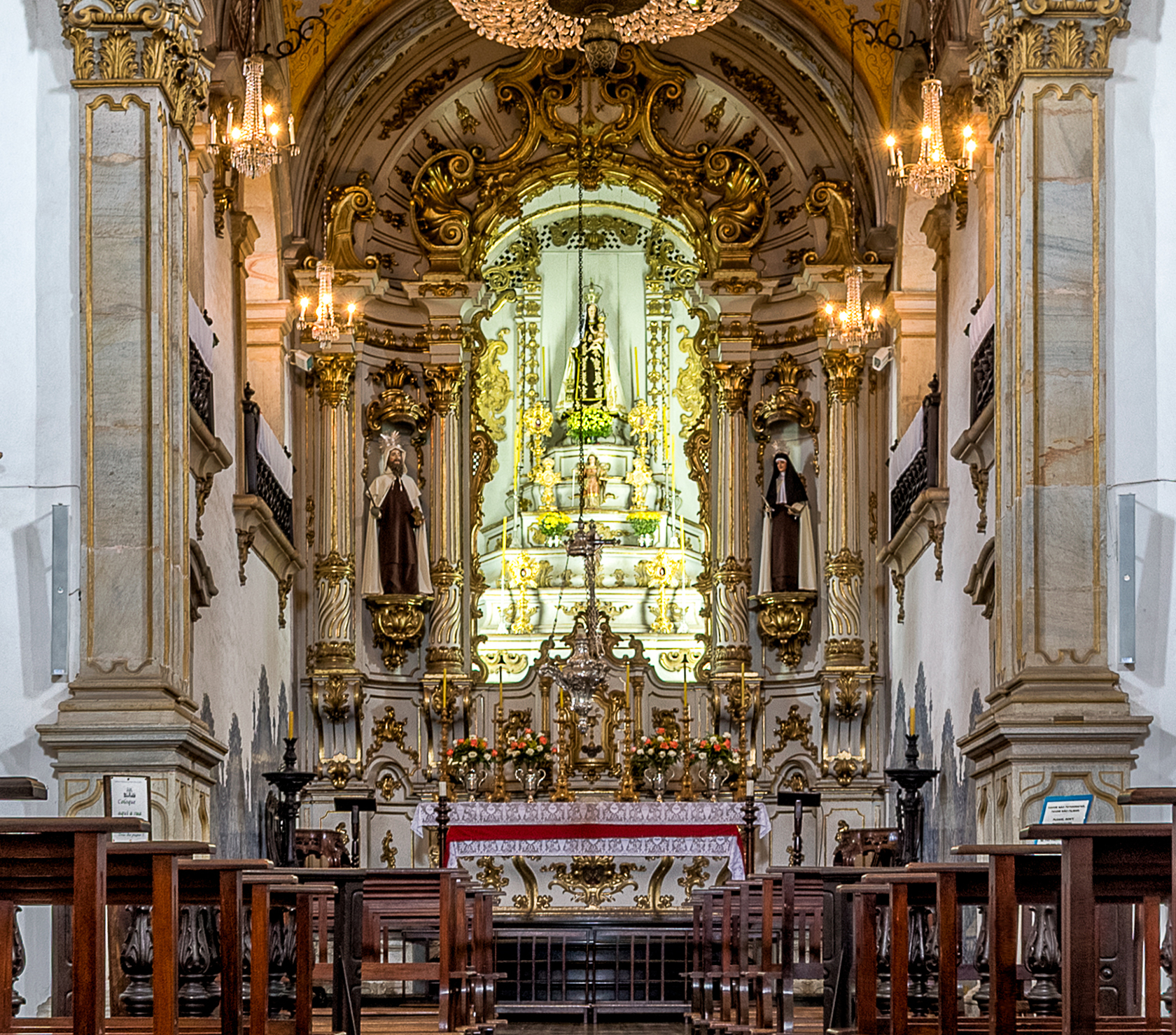
Altar da Igreja Nossa Senhora do Carmo de Ouro Preto. Projeto do altar e douramento.

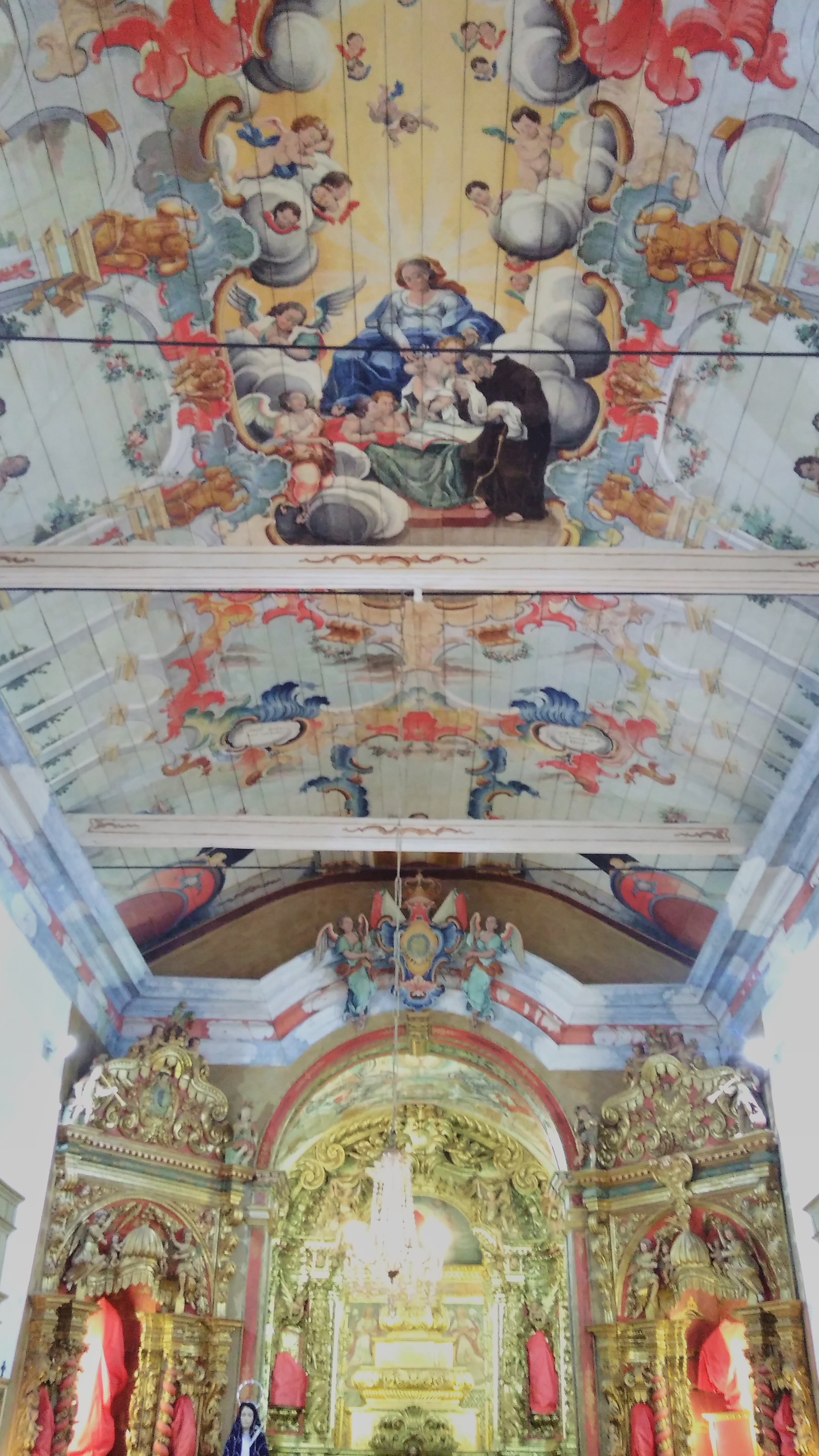
Interior da Matriz de Santo Antônio de Ouro Branco com o teto de Ataíde

- Igreja da Ordem Terceira de São Francisco de Assis (1801/1812; 1825 - pintura do forro da nave e sacristia; quatro telas nas paredes da nave; douramento de talha e pintura imitando azulejos na capela-mor, encarnação de estátuas de São Roque, Santo Ivo, São Luís, São Francisco, o Pontífice, dois Cardeais e 12 serafins)
- Igreja da Ordem Terceira de Nossa Senhora do Carmo (1812/1826 - douramento da talha da capela-mor, altar-mor, arco cruzeiro, tribuna, portas, altares de Santa Luzia e do Senhor do Bonfim, pintura de quatro painéis grandes, prateamento de sessenta castiçais e oito palmas; pintura decorativa de altares laterais, guarda-vento e dois púlpitos, pintura e douramento de duas molduras entalhadas grandes para espelhos e do oratório da sacristia, projeto do altar-mor, pintura do retábulo)
- Capela das Mercês e Perdões (obras não especificadas)
- Capela de São Miguel e Almas (pinturas da Crucificação de Jesus e Anjos, atribuição)
- Museu da Inconfidência (duas telas de Passos, atribuição)

Mariana
- Igreja da Ordem Terceira de São Francisco de Assis (1791/1792 - pintura do pano de porta; 1793/1794 - douramento do retábulo, encarnação de três imagens da Paixão; 1794/1795 - douramento do altar-mor e pintura do forro da sacristia; 1804/1807 - douramento do trono e altar-mor; data desconhecida - pintura de flores na tribuna, pintura do altar de Santa Isabel, iluminuras no Livro de Receita e Despesa)
- Casa da Câmara (1824 - um retrato do Imperador)
- Igreja de Nossa Senhora do Rosário dos Pretos (1823/1826 - pintura decorativa e douramento do altar-mor e de toda a talha da capela-mor; pintura do teto e painéis em imitação de azulejos da capela-mor)
- Capela de Nossa Senhora do Carmo (obras não especificadas)
- Igreja de Santa Isabel (1795/1800 - douramento do altar)
- Catedral (1819/1821 - douramento e pintura decorativa do altar de São Miguel e Almas e das varas do pálio; prateamento de dois castiçais grandes e da cruz da fábrica, pintura decorativa da tribuna e peanha; quadro no batistério atribuído; dois quadros na capela de São Francisco, pintura do teto da sacristia atribuída)
- Arquivo Eclesiástico da Arquidiocese de Mariana (iluminuras nos Livros de Compromisso das Irmandades de Nossa Senhora das Mercês, da Freguesia de São Bartolomeu, e da Irmandade de Nossa Senhora da Lapa, de Antônio Pereira)

Congonhas
- Santuário do Bom Jesus de Matosinhos (1781; 1808/1809; 1818/1819 - retoques no forro da nave da Igreja; pintura parietal nas três primeiras Capelas dos Passos, encarnação de duas esculturas de Cristo e das esculturas dos Passos da Ceia, Açoite e Crucifixão)

Conceição do Mato Dentro
- Igreja Matriz (1805 - pintura de seis painéis na sacristia, encarnação da imagem de São Francisco de Assis)

Piranga
- Capela de Nossa Senhora do Rosário dos Pretos (1800 - pintura e douramento do altar de Nossa Senhora do Carmo)
- Igreja do Santuário do Bom Jesus do Bacalhau (Pintura em douramento)[74]

Santa Bárbara
- Igreja Matriz de Santo Antônio (1806/1807; 1827 - pinturas decorativas e douramento de talha; encarnação de imagens de Jesus e Maria; forro da capela-mor; forro da nave atribuído)
- Capela de Nossa Senhora Mãe dos Homens (1827 - douramento de talha)

Ouro Branco
- Igreja Matriz de Santo Antônio (pintura do teto da nave, atribuição)

Catas Altas
- Colégio do Caraça (A Última Ceia, tela, 1828; douramento da talha da capela; retrato do Irmão Lourenço atribuído)

São Bartolomeu
- Obra não especificada

Itaverava
- Matriz de Santo Antônio (1811/1812 - encarnação da estátua de Nossa Senhora; pintura do forro da nave atribuída)

Belo Horizonte
- Museu Mineiro (retratos de São Tomás de Vila Nova, Santo Inácio de Loyola, São Nicolau de Tolentino e São Pedro, procedentes da Fazenda de Cima em São Domingos do Prata, atribuídos)